# Ojcowie apostolscy
Ojcowie apostolscy – najstarsze pokolenie pisarzy wczesnochrześcijańskich. Tworzyli bezpośrednio po czasach apostolskich (przełom I i II wieku, pierwsza połowa II wieku) i powoływali się na autorytet apostołów Chrystusa (zwłaszcza apostoła Jana, który żył najdłużej), lub ich bezpośrednich uczniów. Ich pisma nie zostały włączone do kanonu Biblii. Twórczość ojców apostolskich obejmuje kilka dzieł, różnorodnych pod względem gatunkowym (zbiory pouczeń, listy), lecz dość jednorodnych pod względem treści, którą są zalecenia duszpasterskie, oraz stylu nawiązującego do listów św. Pawła. Ojcowie apostolscy poprzedzają działalność apologetów (od drugiej połowy II wieku).

## Określenie
Nazwa ojcowie apostolscy została stworzona w XVII wieku w Paryżu, kiedy patrolog J.B. Cotelier, opublikował dzieło Patres aevi apostolici (łac. Ojcowie wieku apostolskiego). Znalazły się w nim dzieła pięciu pisarzy: Pseudo-Barnaby, Klemensa Rzymskiego, Hermasa, Ignacego oraz Polikarpa. Później dołączono do nich zachowane fragmenty dzieła Papiasza cytowane u innych pisarzy; w epoce współczesnej dołączono autora Didache. 
Do ojców apostolskich zaliczają się:
- Ignacy – biskup Antiochii, męczennik
- Klemens I – biskup Rzymu
- Autor Didache (pierwsza połowa II wieku)
- Polikarp – biskup Smyrny, uczeń  Jana Apostoła, przyjaciel Papiasza
- Hermas – autor Pasterza
- Papiasz – biskup Hierapolis, prawdopodobnie uczeń Jana Apostoła, przyjaciel Polikarpa[3]; świadek tradycji ustnej przekazanej przez Apostołów[4]. Autor zaginionego dzieła „Wyjaśnienie słów Pana” (stg. Κυριακῶν Λογίων Ἐξηγήσις)[5].
- Autor Listu Barnaby[6]

## Charakterystyka
Chociaż pochodzili oni z różnych regionów Cesarstwa Rzymskiego (Ignacy – Syria; Klemens – Rzym; Polikarp, Papiasz – Azja Mniejsza) i tworzyli w różnych okolicznościach, to jednak prezentowali w istotnych kwestiach zgodne poglądy, ilustrujące wiernie stan wiary tego okresu. Ich pisma podobne są do listów apostolskich z Nowego Testamentu i z tej racji stanowią one ogniwo łączące księgi objawione z późniejszą tradycją chrześcijańską. 
List Barnaby oraz Pasterz Hermasa znajdują się na końcu w Codex Sinaiticus – jednym z najważniejszych manuskryptów Nowego Testamentu. 

### Teologia
Ojcowie apostolscy zachowali żywą pamięć osoby Chrystusa z racji bezpośrednich kontaktów z apostołami i uczniami apostolskimi. Ich pisma ukazują napięcie eschatologiczne, oczekiwanie na paruzję – powtórne przyjście Chrystusa, która jest bliska (chiliazm); z tej racji gotowi są przyjąć męczeństwo, aby być w bliskości Chrystusa, pragnienie bliskości osiąga często formę mistyczną (Ignacy). Dzieła ojców zawierają dość jednolitą doktrynę chrystologiczną, jednak ich teologia ma charakter personalny i okolicznościowy. Chrystus jawi się jako istniejący odwiecznie Syn Boży, prawdziwy Bóg i prawdziwy człowiek, który uczestniczy w akcie stwórczym. Sakramenty oraz życie moralne są drogą chrześcijanina aby dostąpić zbawienia w Chrystusie. Prawa moralne którymi powinien kierować się człowiek pochodzą od Stwórcy. 
Konfrontowali wizję Boga jako objawienia kosmicznego (tzw. teofania bóstwa w stworzeniach u pogan) z przemawianiem Boga do człowieka w Starym i Nowym Testamencie. Religijną myśl pogan o Bogu wzbogacali tekstami Biblii, dzięki czemu pogłębiali rozumienie treści pojęcia Boga ideą Stwórcy i Pana Wszechrzeczy. Ukazywali jego uniwersalizm w dziele stworzenia oraz ingerencję w losy świata i ludzi. Podkreślali zwłaszcza wcielenie Słowa Bożego, które w swoim człowieczeństwie najpełniej objawiło Boga na ziemi, a dziejom świata i człowieka nadało charakter zbawczy (historia zbawienia).